# La Poste de l'enfer (1769)

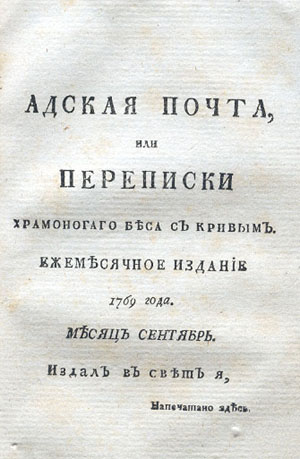
Edition du mois de septembre 1769 de la Poste de l'enfer

La Poste de l'enfer ou Correspondance d'un diable boiteux avec un borgne (en russe : Адская почта, или Переписка хромоногого беса с кривым) est une revue satirique littéraire mensuelle publiée à Saint-Pétersbourg en 1769 par le romancier Fiodor Emine (ru). En tout, 6 numéros ont été publiés (de juillet à décembre). La revue traitait de questions politiques sous la forme d'une correspondance entre deux démons. Une vive polémique a surgi entre la revue La Poste infernale et la revue dirigée par Catherine II Vsiakaïa vsiatchina (en français : En toutes choses). Il en est résulté la fermeture de La Poste infernale. Les opinions opposées au servage en Russie exposées dans la revue lui ont fait encourir des poursuites et cette fermeture l'année même de sa création. 
Le titre de cette revue a été repris en 1906 par Zinovi Grjebine et Eugène Lanceray : La Poste de l'enfer.